# Ютіка (Міссісіпі)
Ютіка (англ. Utica) — місто (англ. town) в США, в окрузі Гіндс штату Міссісіпі. Населення — 636 осіб (2020).

## Географія
Ютіка розташована за координатами 32°6′26″ пн. ш. 90°37′20″ зх. д. / 32.10722° пн. ш. 90.62222° зх. д. (32.107254, -90.622234).  За даними Бюро перепису населення США в 2010 році місто мало площу 7,78 км², з яких 7,76 км² — суходіл та 0,02 км² — водойми.

### Клімат
| Клімат : Ютіка        | Клімат : Ютіка | Клімат : Ютіка | Клімат : Ютіка | Клімат : Ютіка | Клімат : Ютіка | Клімат : Ютіка | Клімат : Ютіка | Клімат : Ютіка | Клімат : Ютіка | Клімат : Ютіка | Клімат : Ютіка | Клімат : Ютіка | Клімат : Ютіка |
| Показник              | Січ.           | Лют.           | Бер.           | Квіт.          | Трав.          | Черв.          | Лип.           | Серп.          | Вер.           | Жовт.          | Лист.          | Груд.          | Рік            |
| Середній максимум, °C | 15,6           | 17,2           | 21,1           | 25,0           | 28,9           | 32,8           | 33,3           | 33,9           | 31,7           | 26,7           | 20,6           | 16,1           | 25,0           |
| Середній мінімум, °C  | 3,3            | 4,4            | 7,8            | 11,7           | 15,6           | 19,4           | 21,1           | 21,1           | 17,8           | 11,7           | 6,7            | 3,9            | 12,2           |
| Норма опадів, мм      | 122            | 119            | 142            | 132            | 119            | 104            | 122            | 89             | 69             | 64             | 91             | 132            | 1308           |
| --------------------- | -------------- | -------------- | -------------- | -------------- | -------------- | -------------- | -------------- | -------------- | -------------- | -------------- | -------------- | -------------- | -------------- |
| Джерело: Weatherbase  |                |                |                |                |                |                |                |                |                |                |                |                |                |

## Демографія
Згідно з переписом 2010 року, у місті мешкало 820 осіб у 297 домогосподарствах у складі 206 родин. Густота населення становила 105 осіб/км².  Було 342 помешкання (44/км²).
Расовий склад населення:
| - 64,1 % — чорних або афроамериканців - 27,4 % — білих - 0,7 % — вихідців з тихоокеанських островів - 0,1 % — корінних американців - 7,3 % — осіб інших рас |

До двох чи більше рас належало 0,2 %. Частка іспаномовних становила 8,7 % від усіх жителів.
За віковим діапазоном населення розподілялося таким чином: 27,7 % — особи молодші 18 років, 59,1 % — особи у віці 18—64 років, 13,2 % — особи у віці 65 років та старші. Медіана віку мешканця становила 36,3 року. На 100 осіб жіночої статі у місті припадало 95,2 чоловіків;  на 100 жінок у віці від 18 років та старших — 93,8 чоловіків також старших 18 років.
Середній дохід на одне домашнє господарство  становив 44 028 доларів США (медіана — 29 688), а середній дохід на одну сім'ю — 53 836 доларів (медіана — 43 750). Медіана доходів становила 38 750 доларів для чоловіків та 30 817 доларів для жінок. За межею бідності перебувало 30,5 % осіб, у тому числі 47,3 % дітей у віці до 18 років та 14,7 % осіб у віці 65 років та старших.
Цивільне працевлаштоване населення становило 367 осіб. Основні галузі зайнятості: освіта, охорона здоров'я та соціальна допомога — 33,0 %, публічна адміністрація — 13,6 %, виробництво — 11,7 %.